# プレイヤード叢書

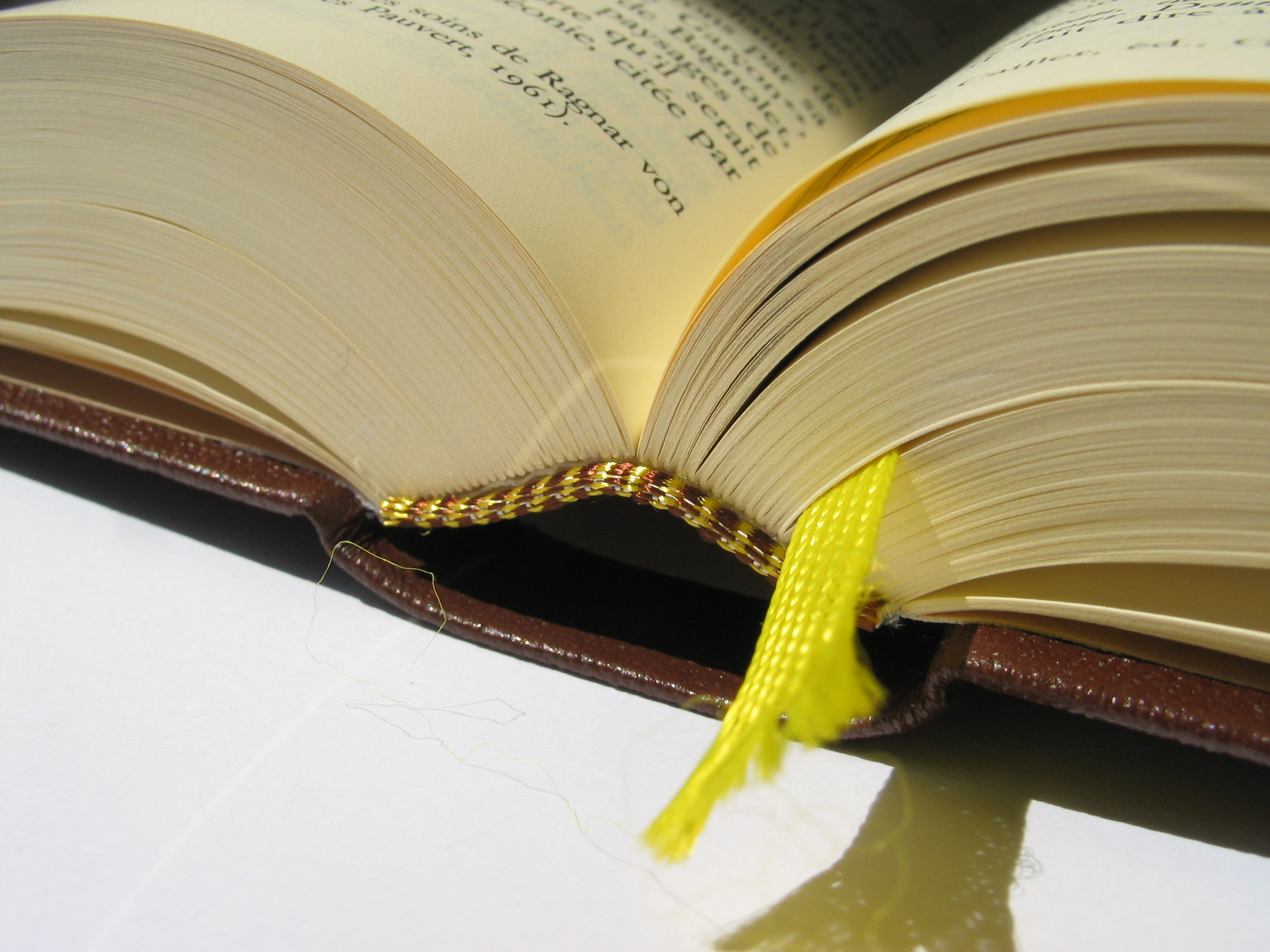
縦170mm、横105mm、薄革表紙

プレイヤード叢書（La Bibliothèque de la Pléiade）は、パリのガリマール出版社刊行の、フランス文学を主とする、世界文学全集。『プレイヤード版』、『プレイヤッド叢書』などとも呼ばれる。選定した作家の、全作品（？必ずしも全作品ではない）を収録する。日本からは、谷崎潤一郎が取り上げられている。

## 沿革
1929年、アゼルバイジャン生まれのジャック・シフリン（Jacques Schiffrin）が、パリに『プレイヤード出版社』（Édition de la Pléiade）を興し、豪華本を出していたが、1931年秋から美装のポケット版を作り始めた。そして資金に詰まった。彼の企画に共感していた『新フランス評論』のアンドレ・ジッドとジャン・シュランベルジェが、同誌の発行元『ガリマール出版社』のガストン・ガリマール社長を説き、1934年からこの叢書は同社の刊行物となり、シフランはガリマール出版社の『プレイヤード叢書』部長を1940年まで勤めた。
校訂の行き届いた11点ほどが毎年刊行され、総点数は500を超えている。1953年刊のサンテグジュペリ全集は爆発的に売れた。
革装の背に書名が金文字で印刻されている。手頃な大きさで、中身に聖書用紙が用いられていることもあって、小さな聖書のような印象を与える。装幀は統一されているが、表紙の色は世紀ごとに違い、例えば、20世紀の作家なら薄茶色、19世紀の作家ならエメラルドグリーンである。埃よけのプラスチック・ジャケットにくるめられ、白地のボール紙函入りで売られている。
1960年代以降、外国作品にも対象を拡げた。シェークスピアの著作のバイリンガル版（英仏対照版）などもある。また、聖書や思想書も収録対象になった。
注、解説、関連資料、草稿・異本などが、詳しく付記されている。校訂のための専門家のグループが組織されている。外国の作品は新訳を出版している。
1巻に収まらない作家は数巻に分けられ、最多はヴォルテールの全16巻、以下、バルザック15巻、サン=シモンおよびディケンズが9巻と続いている。
また、プレイヤード叢書は毎年夏に『プレイヤード・アルバム』を刊行している。これは叢書とほぼ同型の挿絵入りの本で、叢書中の作家一人を採り上げ、プレイヤード叢書3冊の購入者に無料配布されている。
1960 - 1970年代にはレーモン・クノー編集の、『プレイヤード百科事典』が刊行された。判型は叢書と変わらない。
プレイヤード叢書に収録されることは、その作家がフランスで認知された証しと考えられている。存命の作家が収録されることはまれで、以下のとおり、叢書創刊から90年の間に19人のみである。
- 1939年 - アンドレ・ジッド
- 1947年 - アンドレ・マルロー
- 1948年 - ポール・クローデル
- 1955年 - アンリ・ド・モンテルラン
- 1955年 - ロジェ・マルタン・デュ・ガール
- 1972年 - ジュリアン・グリーン
- 1972年 - サン＝ジョン・ペルス
- 1982年 - マルグリット・ユルスナール
- 1983年 - ルネ・シャール
- 1989年 - ジュリアン・グラック
- 1991年 - ウジェーヌ・イヨネスコ
- 1996年 - ナタリー・サロート
- 2008年 - クロード・レヴィ＝ストロース
- 2011年 - ミラン・クンデラ
- 2014年 - フィリップ・ジャコテ（フランス語版）
- 2015年 - ジャン・ドルメソン（フランス語版）
- 2016年 - マリオ・バルガス・リョサ
- 2017年 - フィリップ・ロス
- 2019年 - アントニオ・ロボ・アントゥーネス[2]